# Atlasjet Flight 4203
Atlasjet Flight 4203 inträffade den 30 november 2007 då ett plan från Atlasjet havererade med 56 personer ombord vid Keçiborlu i Turkiet. Flygningen startade ifrån Istanbul vid 18:00 CET och skulle ha landat i Isparta. 
Planet var ett McDonnell Douglas MD-83 vilka Atlasjet hade hyrt av World Focus Airlines, varav dessas piloter flög planet.